# San Benedetto Belbo
San Benedetto Belbo (San Benedet in piemontese) è un comune italiano di 146 abitanti della provincia di Cuneo in Piemonte.
 Paese molto amato e frequentato in tutta la sua vita dallo scrittore Beppe Fenoglio, che lo ha descritto in molti suoi racconti.

## Storia
Il paese prende nome dal monastero benedettino di San Benedetto al Belbo fondato sul colle nei pressi del Belbo attorno al 1000 dai monaci giunti nelle Langhe dall'abbazia di Santa Maria di Castiglione (oggi Castione Marchesi) (Fidenza, Parma): ne nacque un ricco feudo monastico, un priorato, con anche i territori di Niella, Feisoglio, Saliceto, Priero e Gottasecca.

## Società

### Evoluzione demografica
Negli ultimi cento anni, a partire dal 1921, la popolazione residente si è ridotta del 75 %.
Abitanti censiti

## Amministrazione
Di seguito è presentata una tabella relativa alle amministrazioni che si sono succedute in questo comune.
| Periodo        | Periodo        | Primo cittadino  | Partito                    | Carica  | Note  |
| -------------- | -------------- | ---------------- | -------------------------- | ------- | ----- |
| 14 giugno 1985 | 7 giugno 1990  | Renato Fresia    | lista civica               | Sindaco | [ 5 ] |
| 7 giugno 1990  | 24 aprile 1995 | Renato Fresia    | lista civica               | Sindaco | [ 5 ] |
| 24 aprile 1995 | 14 giugno 1999 | Renato Fresia    | -                          | Sindaco | [ 5 ] |
| 14 giugno 1999 | 14 giugno 2004 | Renato Fresia    | lista civica               | Sindaco | [ 5 ] |
| 14 giugno 2004 | 8 giugno 2009  | Giuseppe Corsini | lista civica               | Sindaco | [ 5 ] |
| 8 giugno 2009  | 26 maggio 2014 | Emilio Porro     | lista civica               | Sindaco | [ 5 ] |
| 26 maggio 2014 | 27 maggio 2019 | Emilio Porro     | lista civica Due campanili | Sindaco | [ 5 ] |
| 27 maggio 2019 | in carica      | Emilio Porro     | lista civica Due campanili | Sindaco | [ 5 ] |

### Altre informazioni amministrative
Il comune faceva parte della comunità montana Alta Langa e Langa delle Valli Bormida e Uzzone.

## Curiosità
- Nelle strade e nei dintorni del paese è stato girato il film Il caso Martello (1991) di Guido Chiesa, presentato nello stesso anno al Festival del Cinema di Venezia.
- Il Comune di San Benedetto Belbo ha attrezzato un itinerario letterario attraverso i luoghi che conservano la testimonianza dei capolavori ambientati nel paese dallo scrittore Beppe Fenoglio. Il percorso si snoda "ad anello" all'interno del piccolo centro storico, con dieci tabelloni esplicativi del rapporto tra il paese e lo scrittore ed altrettante targhe con le citazioni dedicate ai luoghi più significativi legati alle sue opere.[7]
- In data 27 settembre 2019 è stata inaugurata la panchina gigante "gialla e blu" sulla discesa dal Passo della Bossola, in posizione panoramica verso il paese [8]

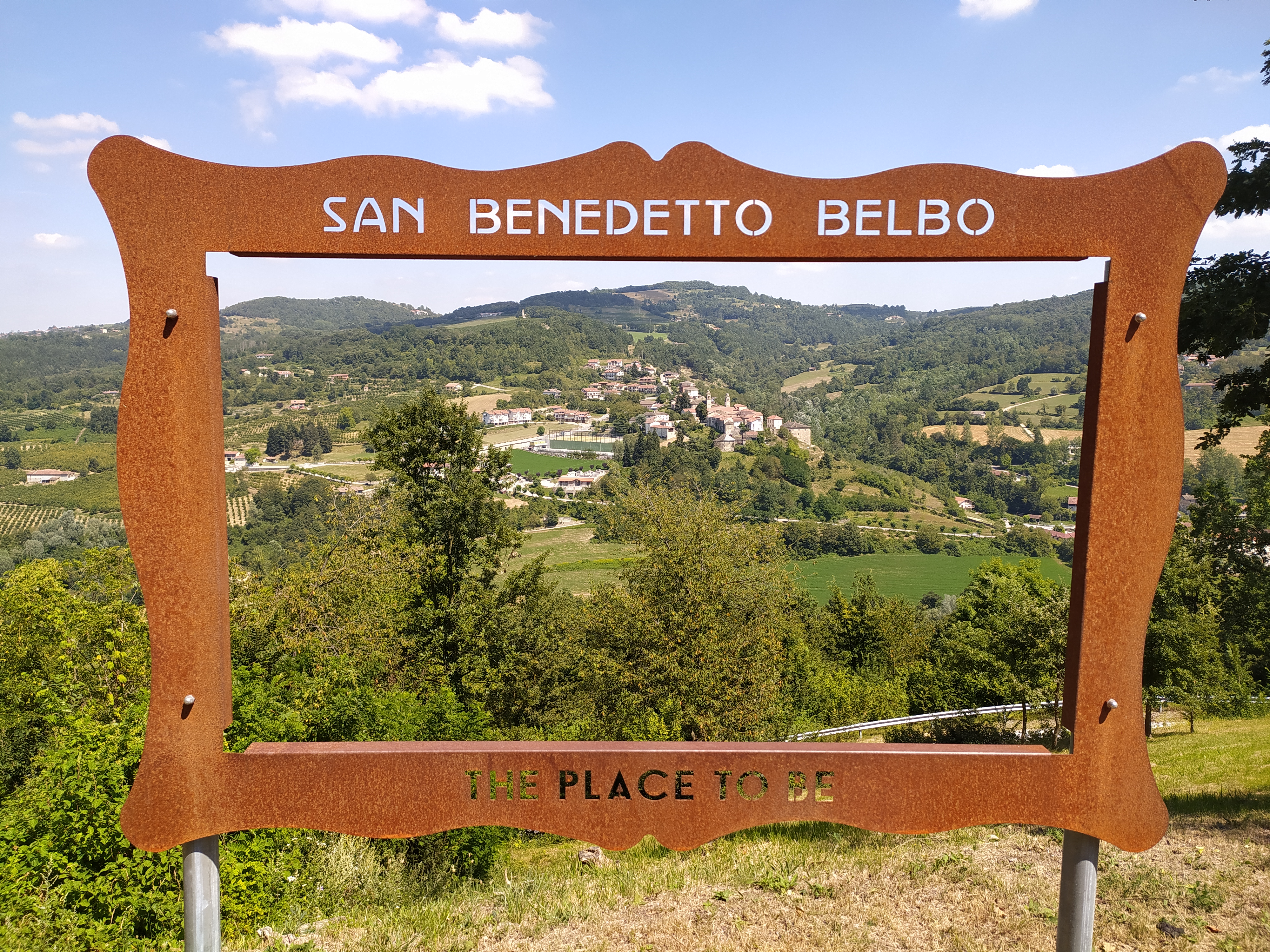
Veduta panoramica del paese
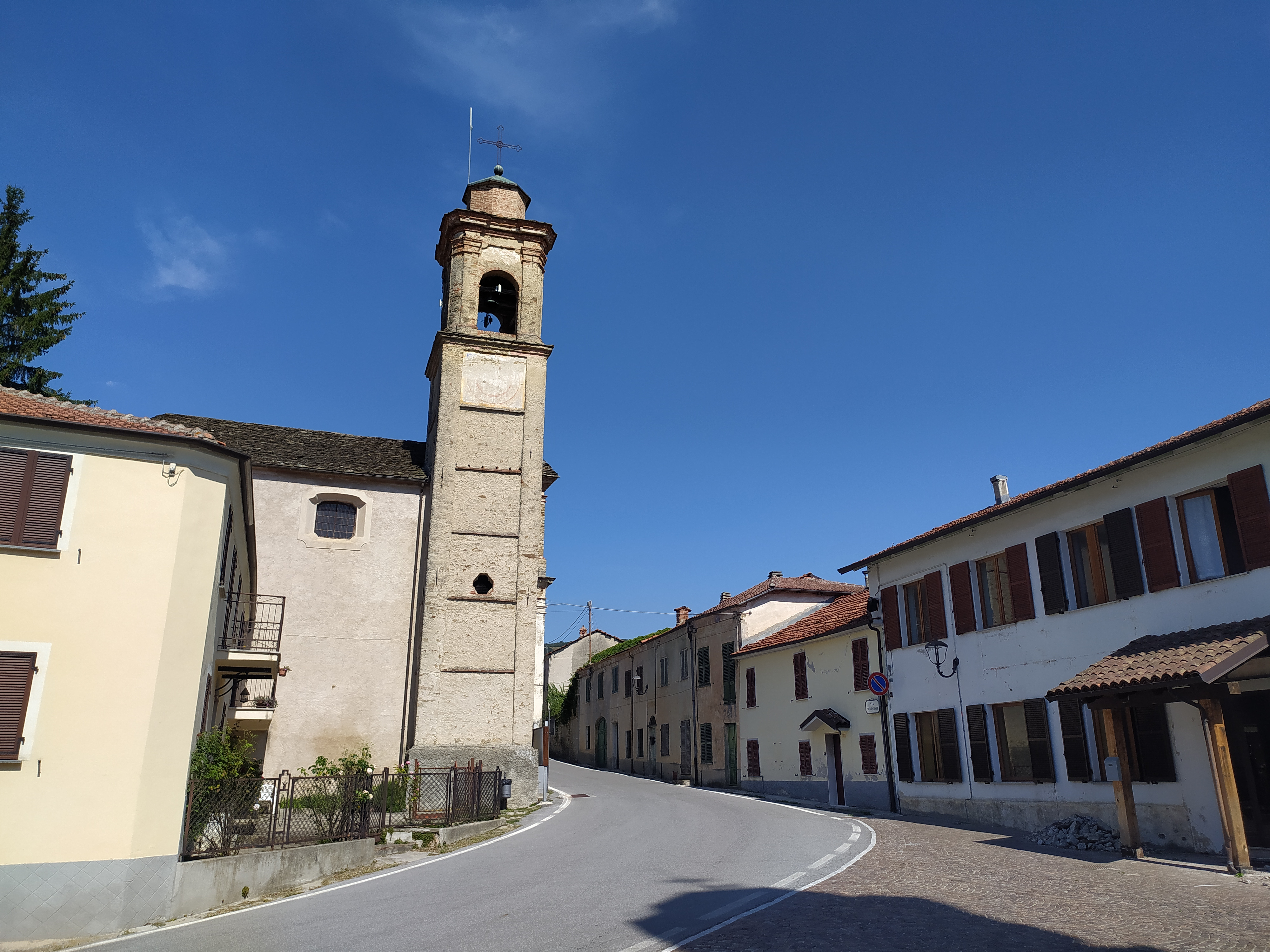
La via centrale e la Chiesa
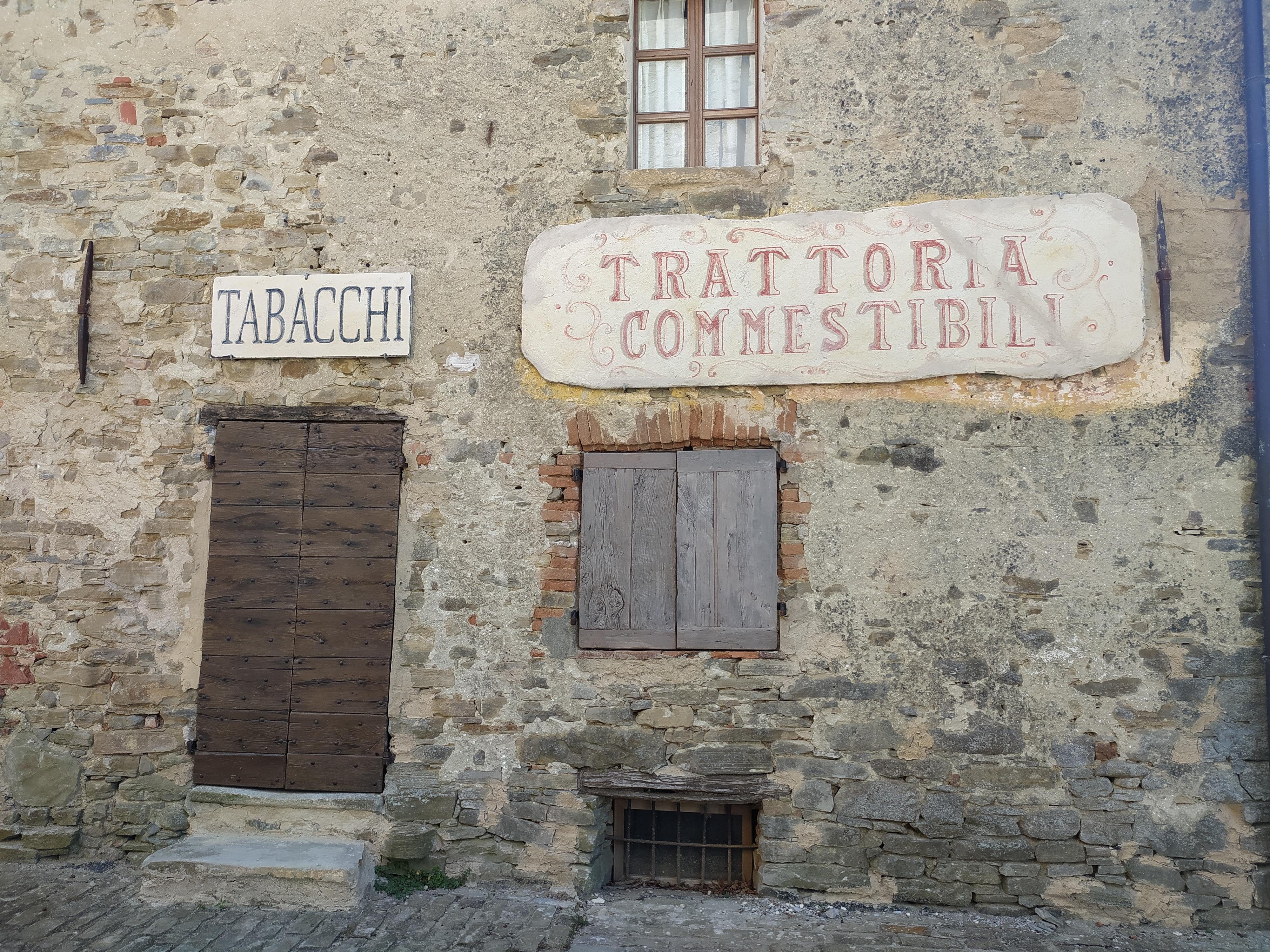
La "censa" di Canonica, citata nei racconti di Fenoglio
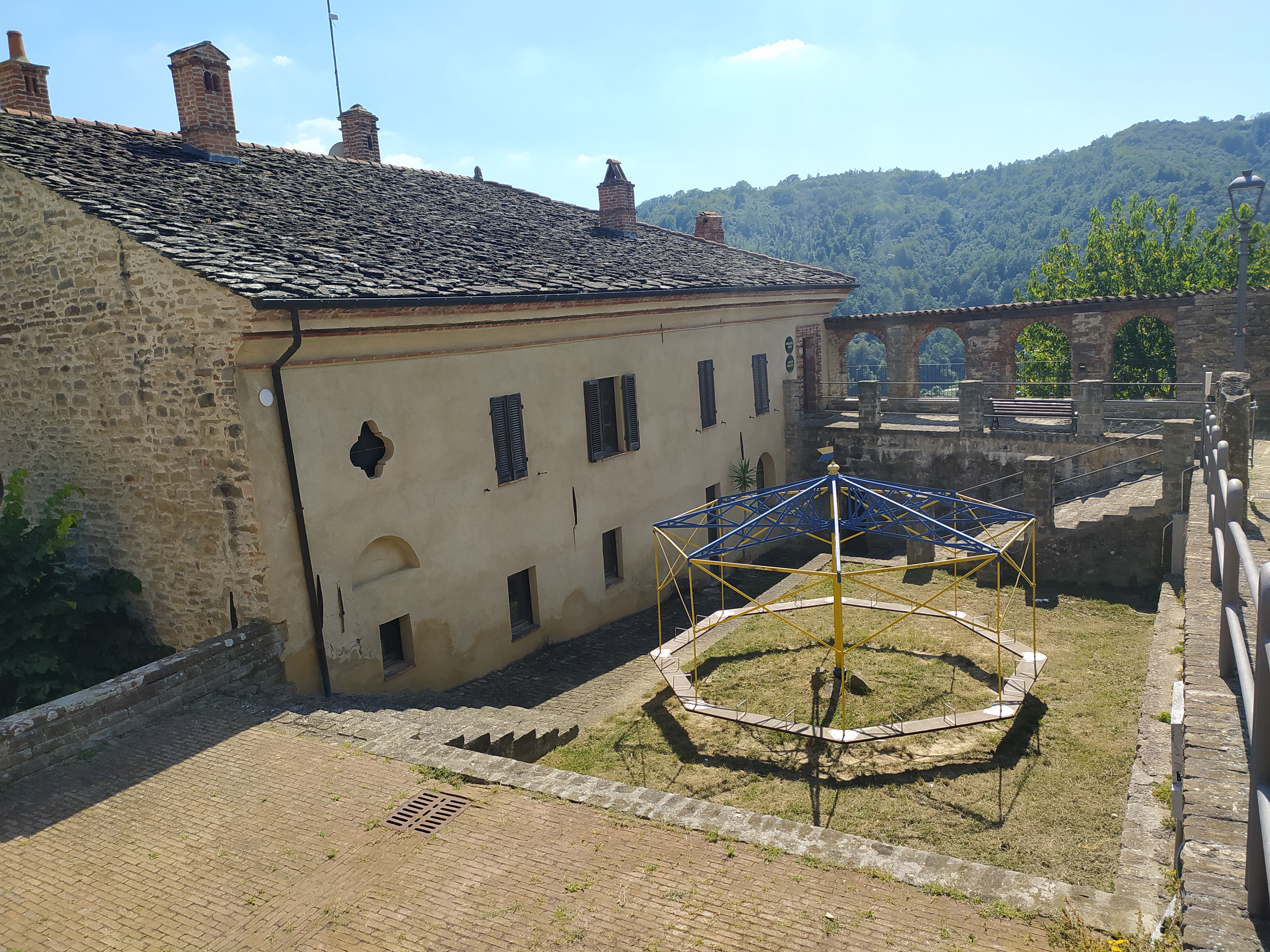
La giostra di ferro e le mura confinarie
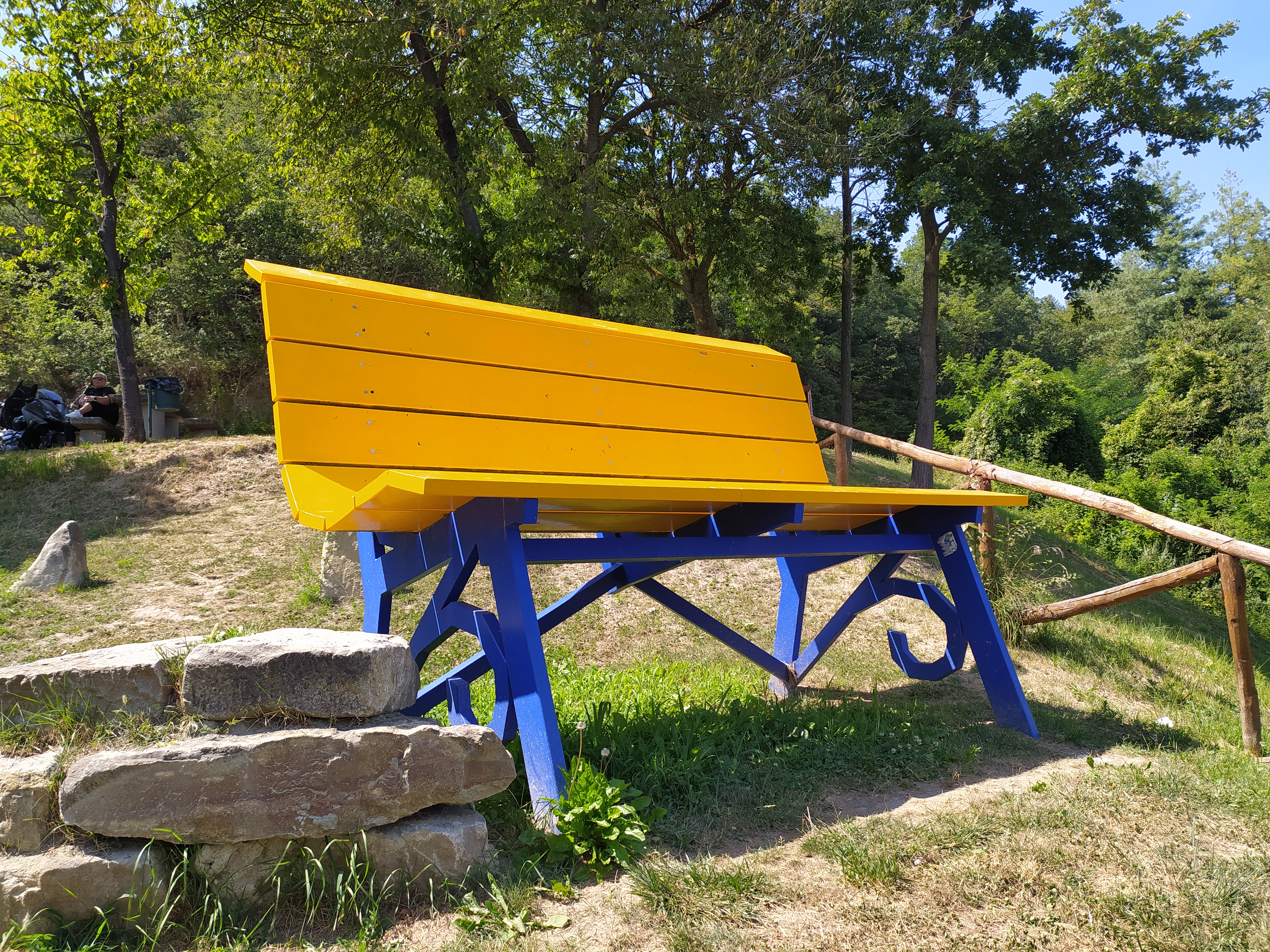
Panchina Gigante gialla e blu